# 静岡市立清水小島中学校
静岡市立清水小島中学校（しずおかしりつ しみずおじまちゅうがっこう）は、静岡県静岡市清水区に所在する公立中学校。

## 沿革
- 1947年 - 小島村立小島中学校として開校。
- 1951年 - 現在地に校舎が完成し移転。校章制定。
- 1955年 - 校旗制定
- 1957年 - 運動場完成
- 1959年 - 校歌制定
- 1961年 - 清水市立小島中学校に改称。
- 1963年 - 運動場拡張
- 1972年 - 体育館、プール完成
- 2003年 - 静岡市立清水小島中学校に改称。

## 小学校区
- 静岡市立清水小島小学校
- 静岡市立清水宍原小学校
- 静岡市立清水小河内小学校